# ヘンリー・リー (3世)
ヘンリー・リー（英: Henry Lee III）またはライトホース・ハリー（英: Light Horse Harry, 1756年1月29日 - 1818年3月25日）は、アメリカ独立戦争中の大陸軍騎兵士官である。バージニア州知事とアメリカ合衆国下院議員を務めた。アメリカ合衆国建国の父の一人に上げられ、また南北戦争で有名になったロバート・E・リーの父である。

リー家の紋章

## 前半生
リーはバージニア植民地のダムフリーズの近くで生まれた。父はイングランド系の少将のヘンリー・リー2世（1730年 - 1787年、"Leesylvania"）、母親はルーシー・グリムズ（1734年 - 1792年、the "Lowland  Beauty"）である。リー自身はヘンリー・リー3世である。父親の従兄弟には大陸会議の第6代議長リチャード・ヘンリー・リーがいる。母親の姪はバージニア邦知事トマス・ネルソン・ジュニアの妻である。リーの曾祖母メアリ・ブランドは合衆国大統領トマス・ジェファーソンの大叔母である。リーの祖先を辿れば、イングランド王ジョン(在位：1199年 - 1216年)、エドワード1世(在位：1272年 - 1307年）、エドワード2世（在位：1307年 - 1327年）、エルサレム王ジャン・ド・ブリエンヌ（在位：1210年 – 1212年）、カスティーリャ王ペドロ1世（在位：1350年 - 1366年、1367年 - 1369年）に行き着く。
リーは法律家になることを目指し、1773年にニュージャージー大学（現在のプリンストン大学）を卒業した。しかし、その後直ぐにアメリカ独立戦争が勃発し、リーは革命軍の士官になった。

## 軍歴
1776年、リーは大陸軍第1軽装竜騎兵隊に所属するバージニア竜騎兵隊の大尉に昇進した。1778年には少佐となり、小さな非正規兵隊の指揮を任された。リーは軽装騎兵隊の指揮官として大変な評判を取ることになった。
前哨基地におけるリーの働きぶりから「ライトホース・ハリー」の渾名も貰うことになった。リーは1779年8月19日にニュージャージーのパウルスフックの戦いで158名を捕虜に取るという大手柄を立て、この功績で金メダルを貰った。独立戦争全体で将軍以外の士官にこのメダルを与えられたのはリー一人である。
リーは中佐に昇進し、選りすぐりの竜騎兵を集めた中隊（リー軍団と呼ばれた）を率いて南部戦線を転戦した。この戦線でリーは勝ち戦でも負け戦でも目立った働きをした。例えばキャムデンの戦い、ギルフォード郡庁舎の戦い、ユートースプリングスの戦いである。リーはヨークタウンの戦いにおけるチャールズ・コーンウォリスの降伏にも立ち会い、その後健康上の理由で退役した。
評判の悪いウィスキー税反乱の時、リーは13,000名の民兵を率い反乱を鎮めた。しかし、この指揮は実際よりも紙の上のものであり、ジョージ・ワシントンとアレクサンダー・ハミルトンの二人が同行していた。

## 結婚、家庭

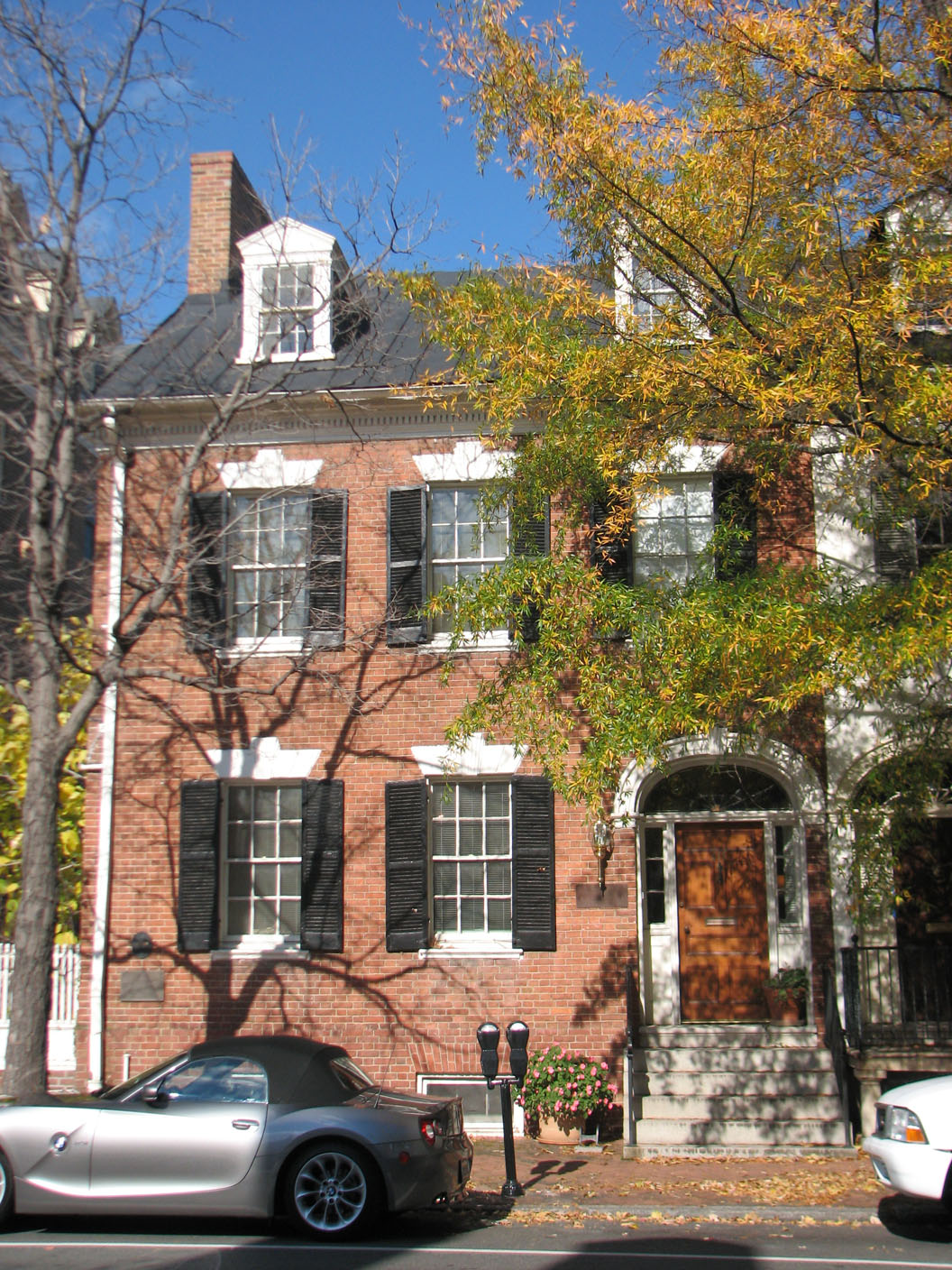
バージニア州アレクサンドリアのリーの家

1782年4月8日から13日、ストラットフォード・ホールで、リーは又従妹で「神聖なるマチルダ」と言われていたマチルダ・ルドウェル・リー（1766年 - 1790年）と結婚した。マチルダはフィリップ・ルドウェル・リー・シニア（1727年 - 1775年）とエリザベス・ステップトー（1743年 - 1789年）夫妻の娘であった。マチルダの母は後にフィリップ・リチャード・フェンドール1世（1734年 - 1805年）と再婚した。このフェンドール1世は結果的に3度結婚したが、相手はすべてリー一族であった。この結果、フェンドール1世はリーの従兄弟であり、義兄弟であり、同時に義父ということになった。フェンドール1世はリー家から購入したアレクサンドリアの土地にリー・フェンドール・ハウスを建設した。マチルダは3人の子を産み、1790年に死んだ。
1793年6月13日、リーはシャーリー・プランテーションで17歳年下のアン・ヒル・カーターと結婚した。2人の間には6人の子が生まれた。その5番目の子ロバート・エドワード・リーが後に南北戦争の南軍将軍として勇名を上げた。妻のアンはシャーリーの裕福なチャールズ・カーターとアン・バトラー・ムーア夫妻の娘であり、バージニア植民地知事アレクサンダー・スポッツウッドやロバート・カーター1世の子孫であり、さらに遡れば、トマス・モアや第2代クロフォード伯爵アレグザンダー・リンジーを通じてスコットランド王ロバート2世に辿り着いた。
リーは、アーロン・バーとの共同経営を含め、かなり投機的な事業に手を出し、行き詰まってしまった。アメリカ合衆国建国の父達の間では、財政的投機は希ではないことであったが、リーのやり方は全く的が外れており、家族にまで苦しい思いをさせた。1810年、債権者の要求に応えるために、また債務者刑務所から出所するために、リーはすべての財産を処分することになった。

## 政治
1785年、リーはジョージ・ワシントンに対する友情の証として、セイヨウトチノキの苗木12本を贈呈した。ワシントンはそのうちの2本を友人で副官のロバート・ブラウン将軍に送り、残り10本をマウントバーノン農園に植えた。
ブラウンはその苗をペンシルベニア州イースト・アレン町の近くバスの家に植えた。1本の木だけが1921年の修復を経て168年間も生き延び、雷に打たれてその生命を終えた。1928年、この木の種876個が48州の大学と世界中の国々に配られた。この友情の象徴はアメリカの友好の木として、ブラウンのセイヨウトチノキを認めさせることになった。
1786年から1788年、リーは大陸会議の代表を務め、その最後の年にバージニア議会において、アメリカ合衆国憲法の採択に賛成した。1789年から1791年、リーはバージニア議会議員を務め、1791年から1794年バージニア州知事となった。
1794年、リーはワシントンと共に西ペンシルベニアのウィスキー税の反乱の鎮圧に赴いた。バージニアでは知事を務めた功績で新たにリー郡が創設された。リーは1798年から1800年にアメリカ陸軍の少将を務めた。1799年から1801年、リーは第6期アメリカ合衆国議会の下院議員を務め、ワシントンの死に当たってジョン・マーシャルが行った議会演説の有名な言葉を書いた「戦争で一番、平和で一番、母国の民の心に一番」。

## 死
1812年7月27日、ボルチモアで、リーの友人で米英戦争に反対の意を表明したボルチモア・フェデラル・レパブリカン紙の編集者アレクサンダー・コンティ・ハンソンに対して民主共和派の暴徒が押しかけた。リーはハンソンを助けにいったが、重傷を負いそれから回復しなかった。
リーと二十数名の連邦派はチャールズ・ストリートにある3階建ての事務所ビルに逃げ込んだ。ジョン・ストリッカー准将や市の役人の説得で、リーとその仲間は翌日降伏し、1マイル離れた郡刑務所まで護送された。しかし暴徒を率いる労働者ジョージ・ウールスレージャーが刑務所に侵入し、中にいた連邦派やリーを3時間にわたって殴り続けた。連邦派の一人ジェイムズ・M・リンガンが死んだ。
リーは内臓を痛め、頭や顔に傷を負ってしゃべることすらままならない状況だった。リーは傷を癒すために西インド諸島に向かった。リーは1818年3月25日にダンジェネスで死んだ（ダンジェネスはジョージア州カンバーランド島にあり、ナサニエル・グリーンが夏の家として造ったものだった。グリーンの娘ルイーザがその時は所有していた）。

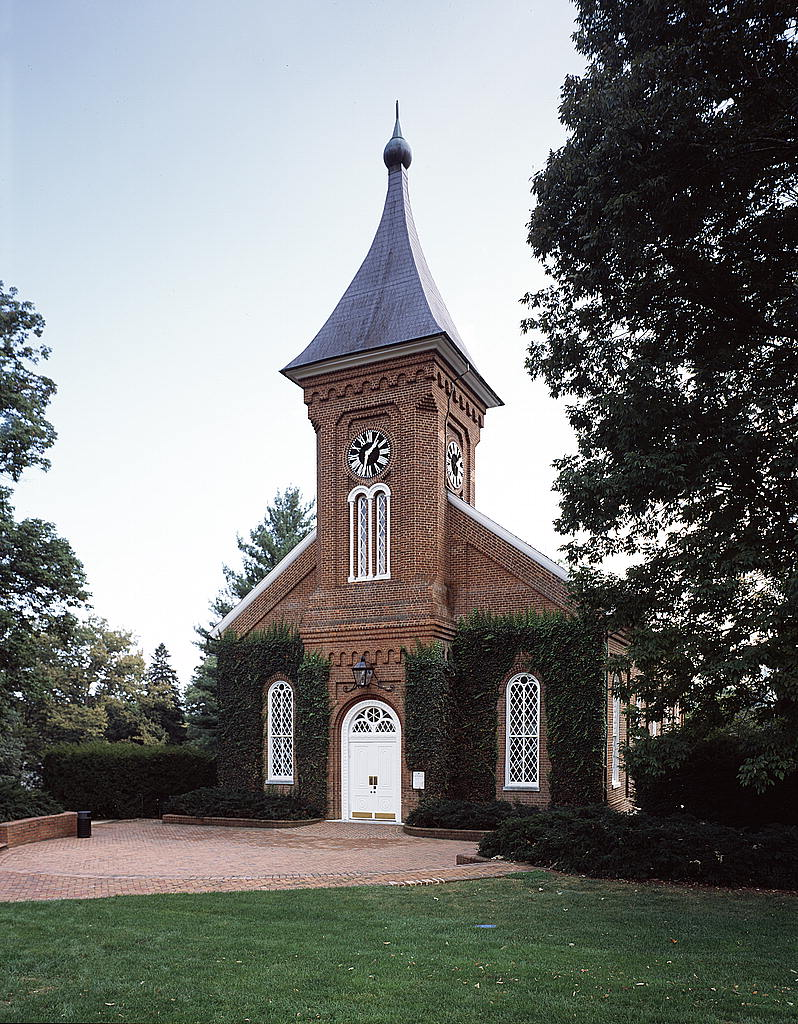
リー礼拝堂

リーはセントメアリーズ近くにいたアメリカ艦隊に栄誉の礼で埋葬された。リーの遺骸はルイーザの母キャサリーンと同じ小さな墓地に埋められていたが、1913年にバージニア州レキシントンのワシントン＆リー大学のキャンパスにあるリー礼拝堂の中のリー家遺体安置所に移された。
リーは債務者刑務所に居る間に、「南部戦線の戦争の記憶」を著した（1812年、第3版はリーの息子ロバート・E・リーの記録を加え1869年に改訂）。

## 親族
リーの長弟チャールズ・リーは第3代アメリカ合衆国司法長官を務めた。次弟のリチャード・ブランド・リーはバージニア選出のアメリカ合衆国下院議員を2期務めた。末弟のエドムンド・ジェニングス・リー1世はアレクサンドリア市長。
マチルダ・リーとの子供
- ナサニエル・グリーン・リー（1784年生、早世）
- フィリップ・ルードウェル・リー（1785年 - 1792年、早世）
- ルーシー・グリムズ・リー（1786年 - 1864年）、バーナード・ムーア・カーター（1784年 - 1850年）と結婚。バーナードはリーの2度目の妻アンの弟。
- ヘンリー・リー4世（英語版）「黒馬」（1787年 - 1837年）ジョン・カルフーンやアンドリュー・ジャクソンのスピーチライター、アン・ロビンソン・マカーティ（1798 - 1840年）と結婚。
- グリーン・リー（1790年、生まれた日に死亡）

アン・ヒル・カーターとの子供
- アルジャーノン・シドニー・リー（1795年 - 1796年、早世）
- チャールズ・カーター・リー（1798年 - 1871年）ハーバード大学法学部卒、農場経営
- アン・キンロック・リー（1800年 - 1864年）裁判官のウィリアム・ルイス・マーシャル（1803-1869）と結婚
- シドニー・スミス・リー（英語版）（1802年 - 1869年）海軍大佐、黒船の一隻「ミシシッピ」艦長。子にフィッツヒュー・リー
- ロバート・エドワード・リー（1807年 - 1870年）南軍大将、ジョージ・ワシントンの養子ジョージ・ワシントン・パーク・カスティス（英語版）（1781年 - 1857年）の娘メアリー・アン・ランドルフ・カスティス（1808年 - 1873年）と結婚。
- キャサリーン・ミルドレッド・リー（1811年 - 1856年）

### 1812年のボルチモア暴動
- contemporary account
- a summary

| 先代 ビバリー・ランドルフ | バージニア州知事 1791年 - 1794年 | 次代 ロバート・ブルック |